# پیش از آغاز شب
پیش از آغاز شب (به انگلیسی: Before Night Falls) درامی آمریکایی به کارگردانی جولیان اشنابل است که در سال ۲۰۰۰ ساخته شده‌است. فیلمنامهٔ آن بر اساس زندگی‌نامهٔ «رینالدو آرناس» که به زبان انگلیسی در سال ۱۹۹۳ منتشر شد، است. نویسندگان فیلمنامه «کانینگهام اوکیف»، «لاسارو گومس کاریلس» و «جولیان اشنابل» هستند. نقش اول فیلم «خاویر باردم» است که برای ایفای این نقش نامزد جایزهٔ اسکار بهترین بازیگر نقش اول مرد شد. 
افتتاحیهٔ جهانی این فیلم در سال ۲۰۰۰ در جشنوارهٔ بین‌المللی فیلم ونیز و افتتاحیهٔ آن در آمریکای شمالی در جشنوارهٔ فیلم تورنتو بود.

## بازیگران
| بازیگر              | نقش                |
| ------------------- | ------------------ |
| خاویر باردم         | رینالدو آرناس      |
| جانی دپ             | بن بن/ال تی ویکتور |
| الیویه مارتینز      | لازارو گومز کریلس  |
| آندریا دی استفانو   | پپه مالاس          |
| سانتیاگو ماخیل      | توماس دیگو         |
| جان اورتیز          | جوان ابریو         |
| هکتور بابنکو        | ویرجیلیو پینرا     |
| مانوئل گونسالاس     | خوزه لزاما لیما    |
| فرانسیسکو گاتورنو   | جورج کاماکو        |
| ماریسول پادیا سانچس | مارگاریتا کاماکو   |
| مایکل وینکات        | هربرتو زوریلا      |
| شان پن              | کاکو سانچز         |
| نایوا نیمری         | فینا زوریلا        |
| دیه‌گو لونا          | کارلوس             |